# 古穆·巴力克
古穆·巴力克（?年—1878年9月8日），臺灣達固湖灣部落（漢名「竹窩灣」）撒奇萊雅族人，是達固湖灣戰役（或稱加禮宛事件中撒奇拉雅族的領袖，因為抵抗清軍大舉入侵失敗，赴清營約降時，卻被凌遲處死，後世尊稱為火神。

## 生平
古穆·巴力克為十九世紀的達固湖灣部落大頭目，管理奇萊平原Takubuwan、Nabakuwan、Cipawkan、Tamasaydan、Tuwapon與Pazik等達固湖灣6個撒奇萊雅族部落。
其妻子為伊婕·卡娜蕭（Icep Kanasaw），偕夫齊赴清營約降時，同告遇害。

## 身後
2008年起，撒奇萊雅族舉辦「巴拉瑪火神祭」，重現清軍火攻部落的場景，追祀古穆德·巴吉克（Kumud Pazik）為「火神」和夫人伊婕·卡娜蕭（Icep Kanasaw）為「火神太」，以及追祀其他曾為族人奮戰過的祖先。

## 外部連結
- 古穆德·巴吉克 （页面存档备份，存于）
- 加禮宛130年 撒奇萊雅、噶瑪蘭族立約紀念